# Tetworth
Tetworth är en by i civil parish Waresley-cum-Tetworth, i distriktet Huntingdonshire, i grevskapet Cambridgeshire i England. Tetworth var en civil parish fram till 2010 när blev den en del av Waresley-cum-Tetworth. Civil parish hade 45 invånare år 2001.